# Euagrotis costigera
Euagrotis costigera là một loài bướm đêm trong họ Noctuidae.